# Mittwochsregatta
Die Mittwochsregatta – in den USA Wednesday Night Race oder salopp Beer Can Race genannt – ist eine Sitte der Segler, sich mitten in der Woche zu einem sportlich-entspannten Wettstreit zu treffen.
Vor allem in den USA, aber auch in England, Australien und Hongkong sowie seit etwa der 1970er-Jahre in Deutschland wird an diesem Tag gegeneinander gesegelt. Normalerweise wird die Wettfahrt, an der alle Bootstypen mit einer Yardstick-Zahl teilnehmen können, nach diesem Verfahren ausgewertet.
Im Normalfall muss sich der Segler für diese Veranstaltungen nicht an Anmeldefristen halten, sondern meldet sich kurz vor dem Start im Clubhaus des Ausrichtervereins oder gar erst auf dem Wasser beim Startboot. Auf manchen Revieren wird für die Teilnahme keine Startgebühr erhoben.
Da sich die Segler nach dem Wettbewerb meist zu einem „Seglerhock“, einer gemütlichen Gesprächsrunde, treffen, ist diese Art der Veranstaltung eine Möglichkeit, sich gegenseitig kennenzulernen.